# Gentiana leroyana
Gentiana leroyana là một loài thực vật có hoa trong họ Long đởm. Loài này được Hul mô tả khoa học đầu tiên năm 1999.